# 東雲橋 (木曽川)
東雲橋（しののめばし）は、岐阜県恵那市の木曽川に架かる岐阜県道72号恵那蛭川東白川線の橋である。現在は2代目である。
大井ダムの下流、約300mにあり、トラス橋、ガーダー橋、鉄筋コンクリート桁橋の混成である。

## 概要
1909年（明治42年）に東雲橋（初代）が開通する。橋の長さが77m、幅2.7mの木製吊り橋であり、通行料（人は1銭など）を徴収していた。この橋は1924年（大正13年）に岐阜県が買収し、以降は無料となる。
1931年（昭和6年）、現在の東雲橋（2代目）が開通する。

## 諸元
- 供用：1931年（昭和6年）4月20日
- 延長：131.5m
- 幅員：3.9m
- 区間：岐阜県恵那市大井町 - 同市笠置町毛呂窪

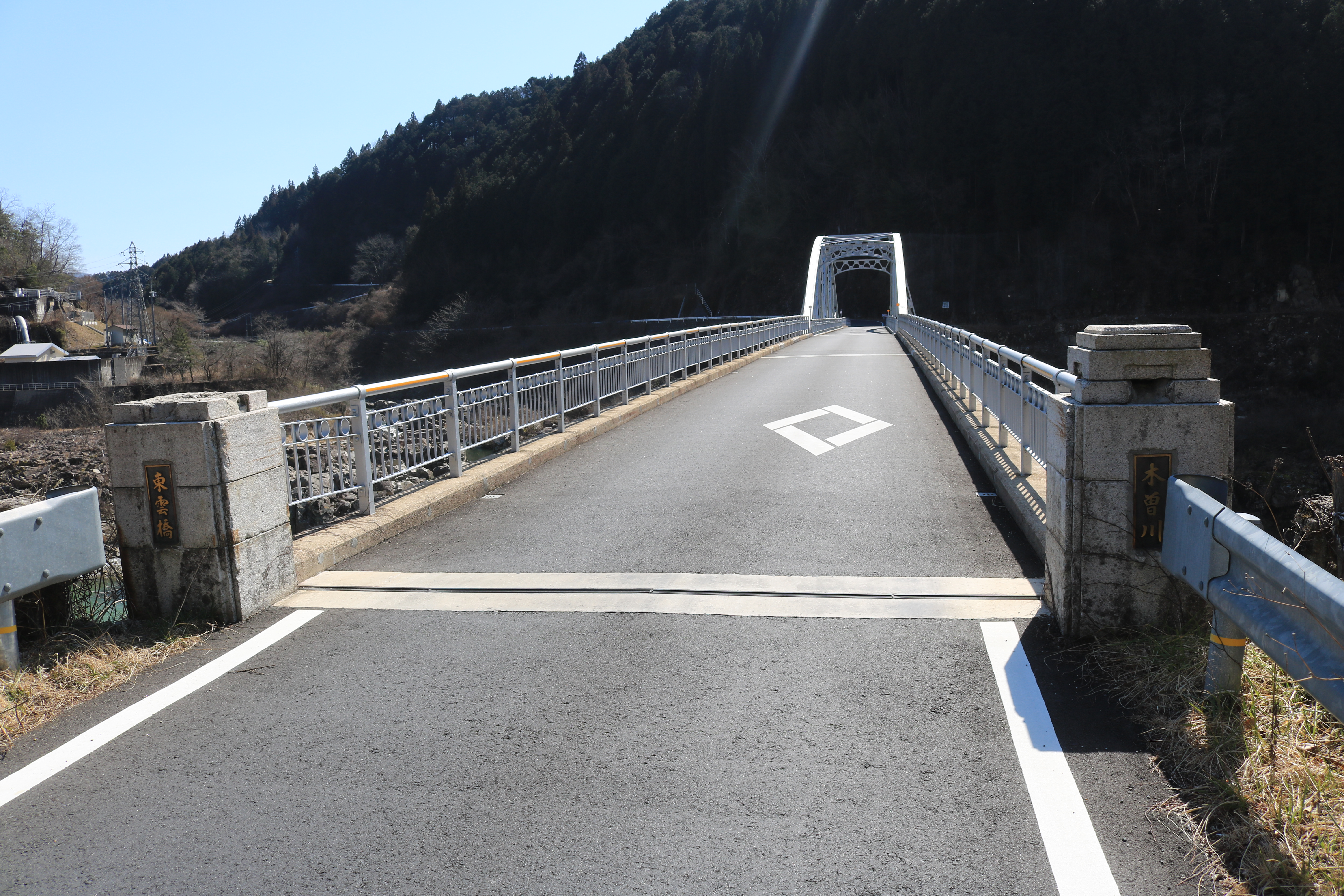
右岸から望む東雲橋、幅3.9 m
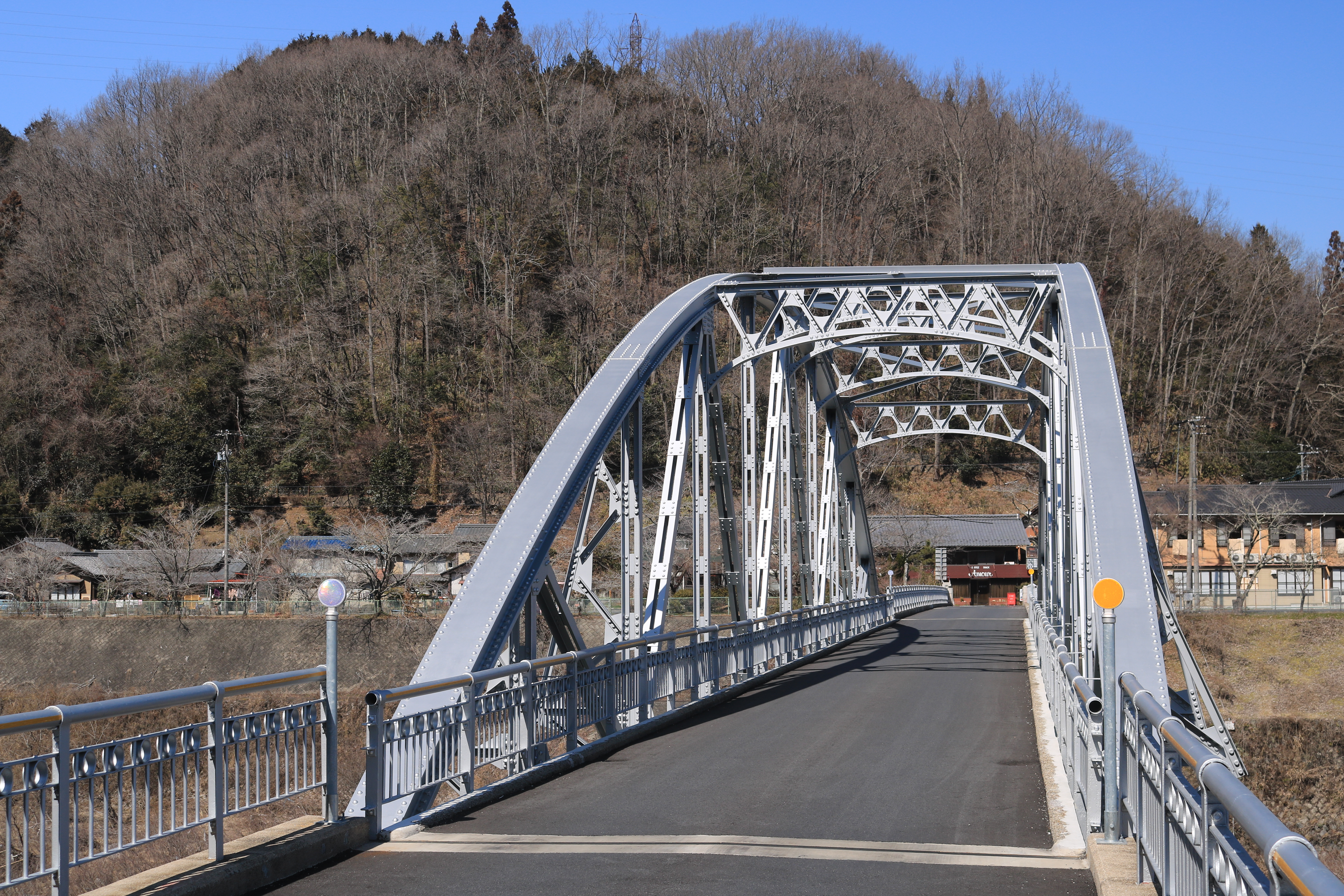
中央のトラス部

## 東雲バイパスの東雲大橋

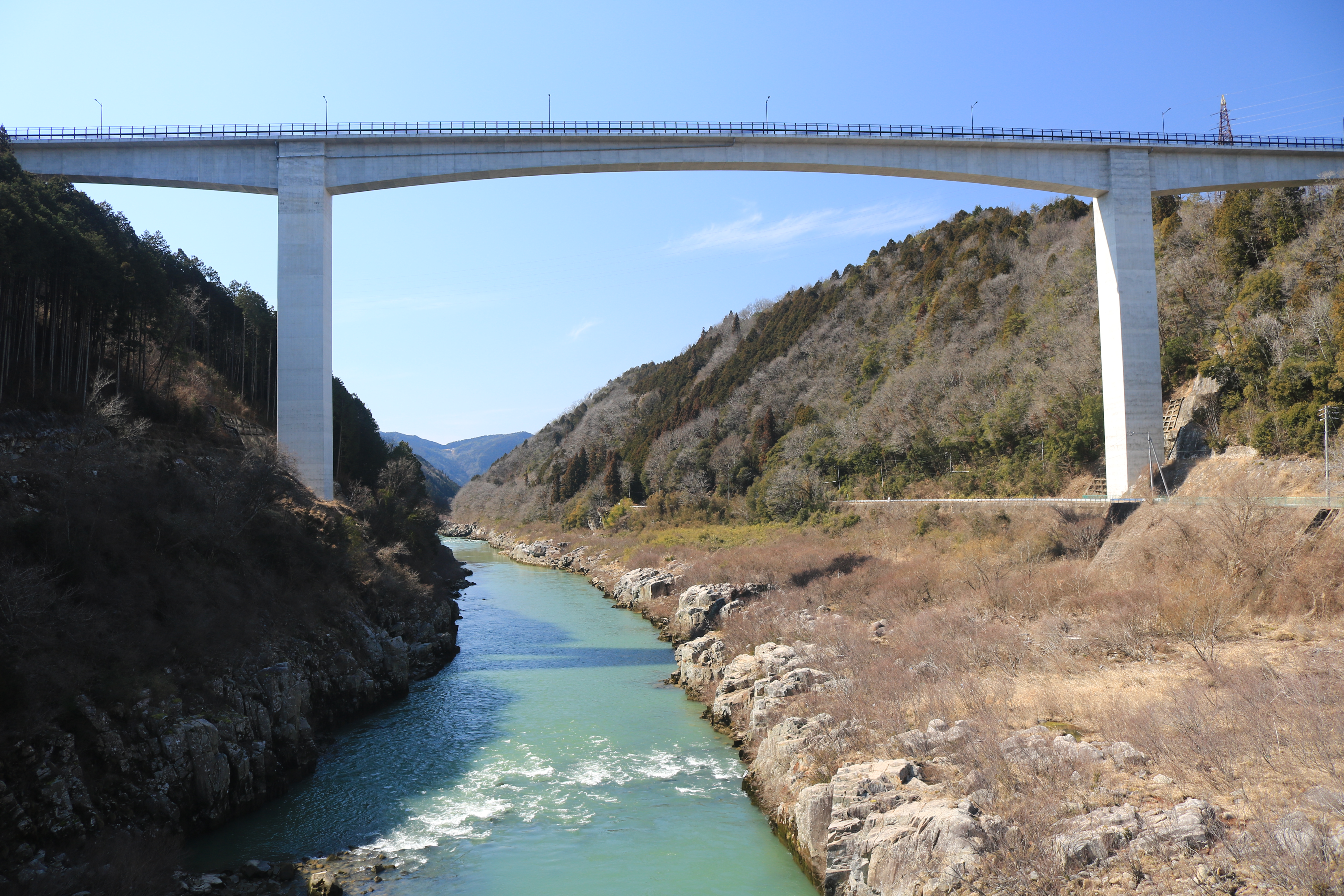
東雲橋から望む下流側の東雲大橋（2017年3月撮影）

東雲橋の老朽化、幅が狭いことから、岐阜県道72号恵那蛭川東白川線の東雲バイパスを計画しており、「新東雲橋」（仮称）が架橋される。計画では、橋の延長349m、幅10.75m（歩道を含む）、PC3径間連続ラーメン箱桁橋である。2008年6月12日に起工式が行なわれた。2015年8月21日に「東雲大橋（しののめおおはし）」と命名され完成式を挙行、この橋を含む区間のバイパスが完成予定である。